# دولنی لاژانی
دولنی لاژانی (به چکی: Dolní Lažany) یک منطقهٔ مسکونی در جمهوری چک است که در منطقه تربیچ واقع شده‌است. دولنی لاژانی ۵٫۴۴ کیلومتر مربع مساحت و ۱۵۲ نفر جمعیت دارد و ۴۷۲ متر بالاتر از سطح دریا واقع شده‌است.